# 양소화
양소화(杨少华, Yang Shaohua, 1931년 6월 17일 ~ 2025년 7월 9일)은 중국의 배우, 영화 배우, 텔레비전 배우, 희극인이다.